# Décès en 1395
Décès
- 1391
- 1392
- 1393
- 1394
- 1395
- 1396
- 1397
- 1398
- 1399

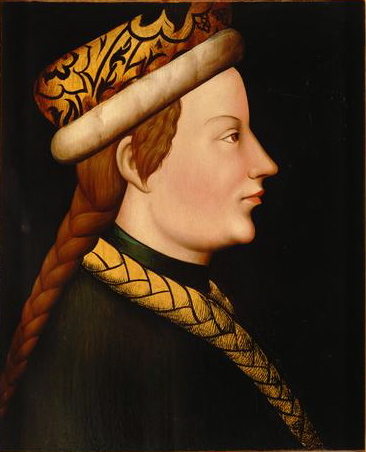
Albert III d'Autriche, mort en 1395.

Cette page dresse une liste de personnalités mortes au cours de l'année 1395 :
- 16 janvier : Maurice de Coulange-la-Vineuse, évêque de Nevers.
- février : Édouard de Savoie-Achaïe ou de Savoie, évêque de Belley, puis prince-évêque de Sion en 1375 et enfin archevêque-comte de Tarentaise.
- 2 février : Poncello Orsini, cardinal italien.
- 13 mars : John Barbour,  poète écossais.
- 22 mars : Thomas d'Estouteville,
- 26 avril : Catherine de Luxembourg, duchesse consort d'Autriche, électrice consort de Brandebourg et duchesse consort de Bavière-Landshut.
- 17 mai : Marie de Hongrie ou Marie Ire d'Anjou, reine de Hongrie, fille de Louis Ier le Grand, roi de Hongrie et de Pologne et d'Élisabeth de Bosnie.
- 3 juin : Ivan Chichman, tsar bulgare.
- 25 août : Seguin d'Anthon, archevêque de Tours, patriarche latin d'Antioche, administrateur apostolique de Nîmes puis administrateur perpétuel de Tours.
- 29 août: Albert III d'Autriche, duc d'Autriche.
- 12 décembre : Yolande de Flandre, ou Yolande de Dampierre, Yolande de Cassel ou encore Yolande de Bar, femme politique active dans le Nord et l'Est du royaume de France.
- 25 décembre : Isabelle de Neuchâtel, comtesse de Neuchâtel, de Nidau et de Cerlier, seigneur de Vercel, de Genz, de Dandans, de Flangebouche, de Vernier-Fontaines, de Baclains, de Ballaigue, de  Vuillafans-le-Neuf, de la garde du Val de Morteau, de Vannes, de Balm, de Lugnorre, de Jorissens et de Provence.

- Jean Boutillier, seigneur de Froidmont et jurisconsulte français.
- Riccardo Caracciolo, 33e grand maître de l'ordre de Saint-Jean de Jérusalem.
- Pierre d'Arcis, évêque de Troyes.
- Thomas d'Estouteville, évêque de Beauvais.
- Stjepan Dabiša, roi de Bosnie.
- Bernard de Brocas, chevalier gascon au service des Plantagenêt durant la Guerre de Cent Ans.
- Azzo da Castello, condottiere italien, seigneur des fiefs de Spezzano de Fiorano Modenese, Formigine et Nocera Umbra.
- Guillaume III Roger de Beaufort, vicomte de Lamothe, comte de Beaufort et d’Alès, grand Chambellan du royaume de Naples, capitaine pontifical,  recteur du Comtat Venaissin et capitaine général de la sénéchaussée de Beaucaire.
- Tristan, le Bâtard de Beaufort, chevalier, capitaine pontifical, fils naturel de Guillaume II Roger.
- Bagrat V de Géorgie, 21e roi de Géorgie.
- Godefroy de Heinsberg, seigneur de Daelenbroeck, puis comte de Chiny et de Looz.
- Aymar de La Voute , évêque de Grasse et évêque de Marseille.
- Ithier de Martreuil, grand-chantre de l'église de Poitiers, prévôt de Saint-Omer et chancelier du duc Jean de Berry, évêque du Puy-en-Velay puis évêque de Poitiers.
- Humbert de Montchal, archevêque de Vienne.
- Warcisław VII, duc de Poméranie.
- Constantin Dragaš, ou Constantin Dejanović, noble magnat serbe qui règne après la chute de l'empire Serbe.
- Choi Mu-seon, scientifique, inventeur et commandant militaire coréen de la fin de la période Goryeo.
- Petrus Naghel, moine chartreux de Hérinnes-lez-Enghien (Belgique).
- Ramesuan, deuxième puis cinquième roi du royaume d'Ayutthaya.
- Satto, ou Chadu, roi de Chūzan, un des trois anciens royaumes de l'île d'Okinawa.
- Guillaume Tirel, dit Taillevent, cuisinier français.

## Crédit d'auteurs
- Cet article est partiellement ou en totalité issu de l'article intitulé « 1395 » (voir la liste des auteurs).